# Lali (percussion)
Pour les articles homonymes, voir Lali.
Un lali est un instrument de percussion traditionnel fidjien que l'on trouve aussi à Wallis-et-Futuna. C'est un idiophone en bois fabriqué en évidant le tronc d'un arbre. Il est frappé à l'aide de deux bâtons d'un bois plus tendre.
Traditionnellement l'usage prédominant des lali était la communication au sein ou entre les communautés iTaukei. Particulièrement utilisés lors des conflits et des guerres, l'instrument a aujourd'hui perdu cette utilité. Devenu un instrument de musique central de la culturel iTaukei, il est à la base de l'accompagnement musical des meke (danses traditionnelles fidjiennes) ou des katoaga (fêtes coutumières wallisiennes) et d'autres cérémonies.
Les grands lali avec de fortes propriétés de résonance et destinés à la communication sont aujourd'hui moins courants. Les versions destinées aux danses et aux chants festifs sont plus petites et appelées lali ni meke.
Les lali sont des objets précieux pour les communautés traditionnelles fidjiennes.

## Description
Les lali sont des instruments de musique de type percussif. Ils appartiennent à la famille des idiophones et sont en bois. La production du son est assurée par la frappe de courts bâtons de bois tendre (i vaua) sur le lali,.
Ces instruments sont typiques de l'artisanat du bois fidjiens, par exemple l'archipel des Lau. Les bois utilisés sont endémiques des différentes îles : généralement le vesi (intsia bijuga), le dilo (takamaka) et le ta vola (badamier).
Les grands lali mesurent entre 1 mètre 50 et 2 mètres. De par leur résonance importante, ils étaient utilisés principalement comme instrument de communication.
Les lali utilisés pour des danses ou dans un contexte plus festif sont généralement plus petits (de l'ordre de 30 à 60 centimètres). Ils sont appelés lali ni meke. Leur son est plus aigüe et peu résonant.
Dans certains cas, les lali peuvent être partiellement remplis d'eau de pluie à l'aide d'une structure dédiée à cet effet (bure ni lali). Les musiciens sont alors éclaboussés lors des frappes sur l'instrument.
Les lali sont des objets importants et précieux pour les communautés. Ils font souvent partie des butins remportés par les vainqueurs lors des conflits armés.

Exemples de lali
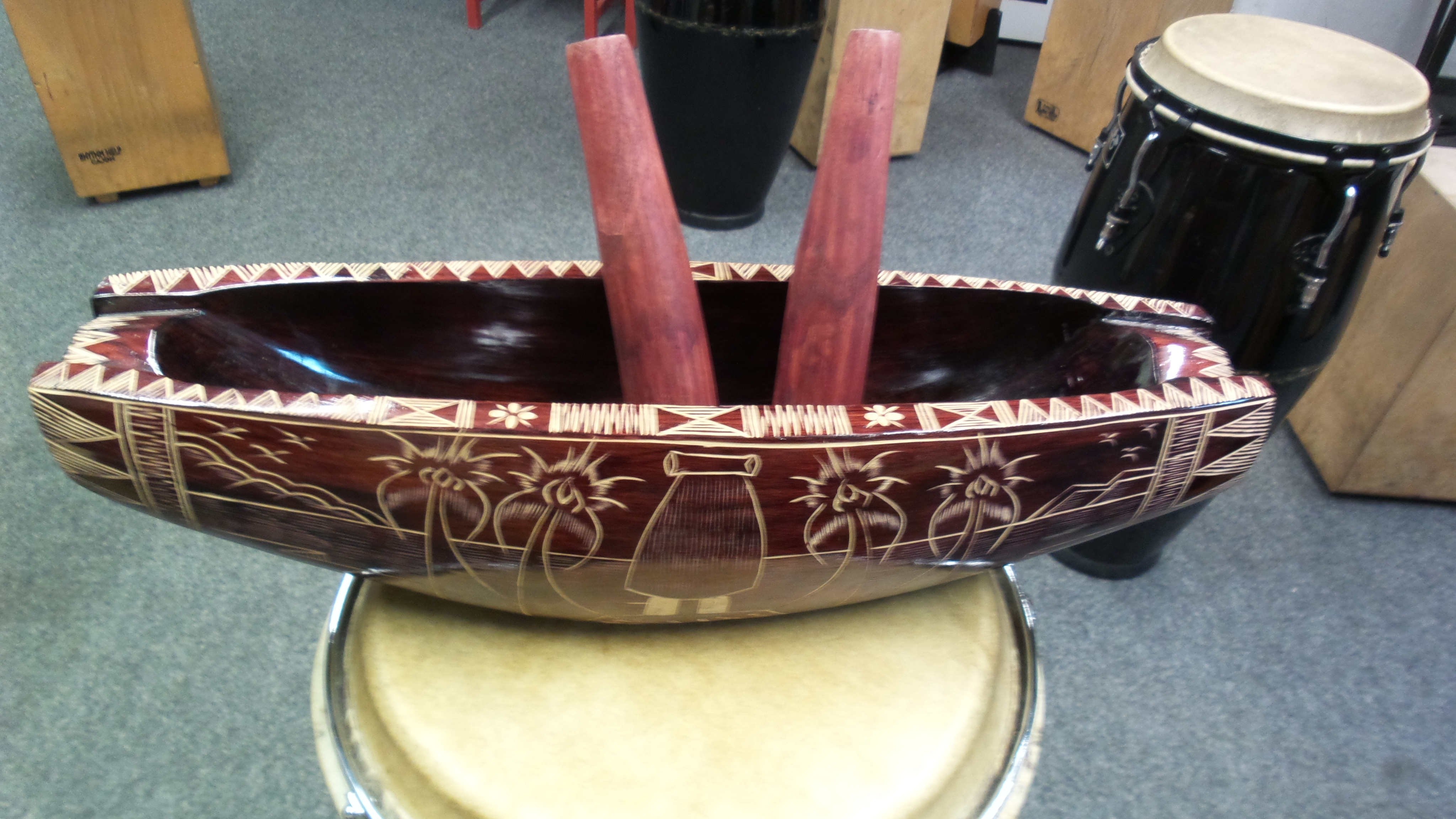
Lali
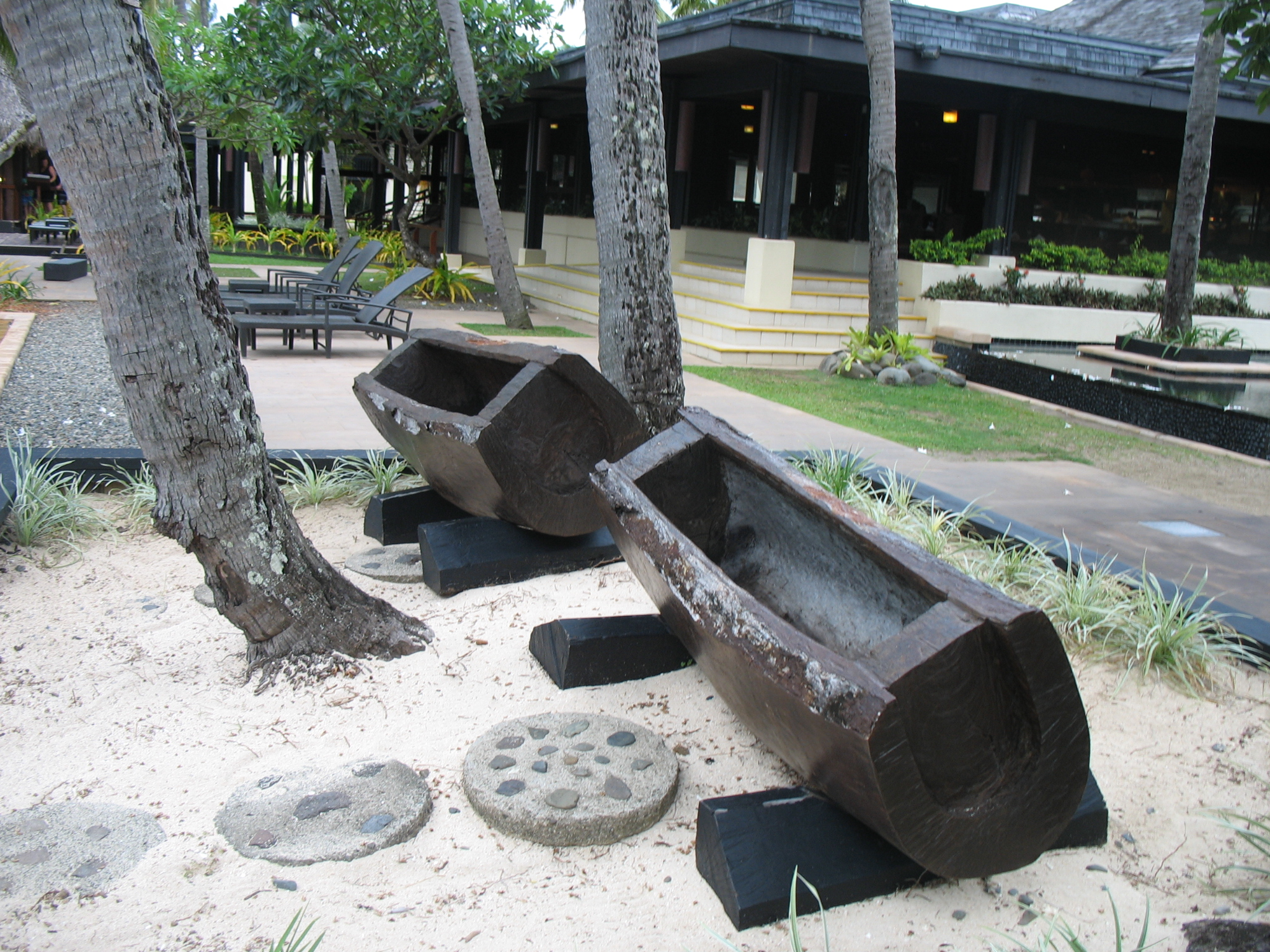
Lali exposés dans un hôtel (île Nadi)
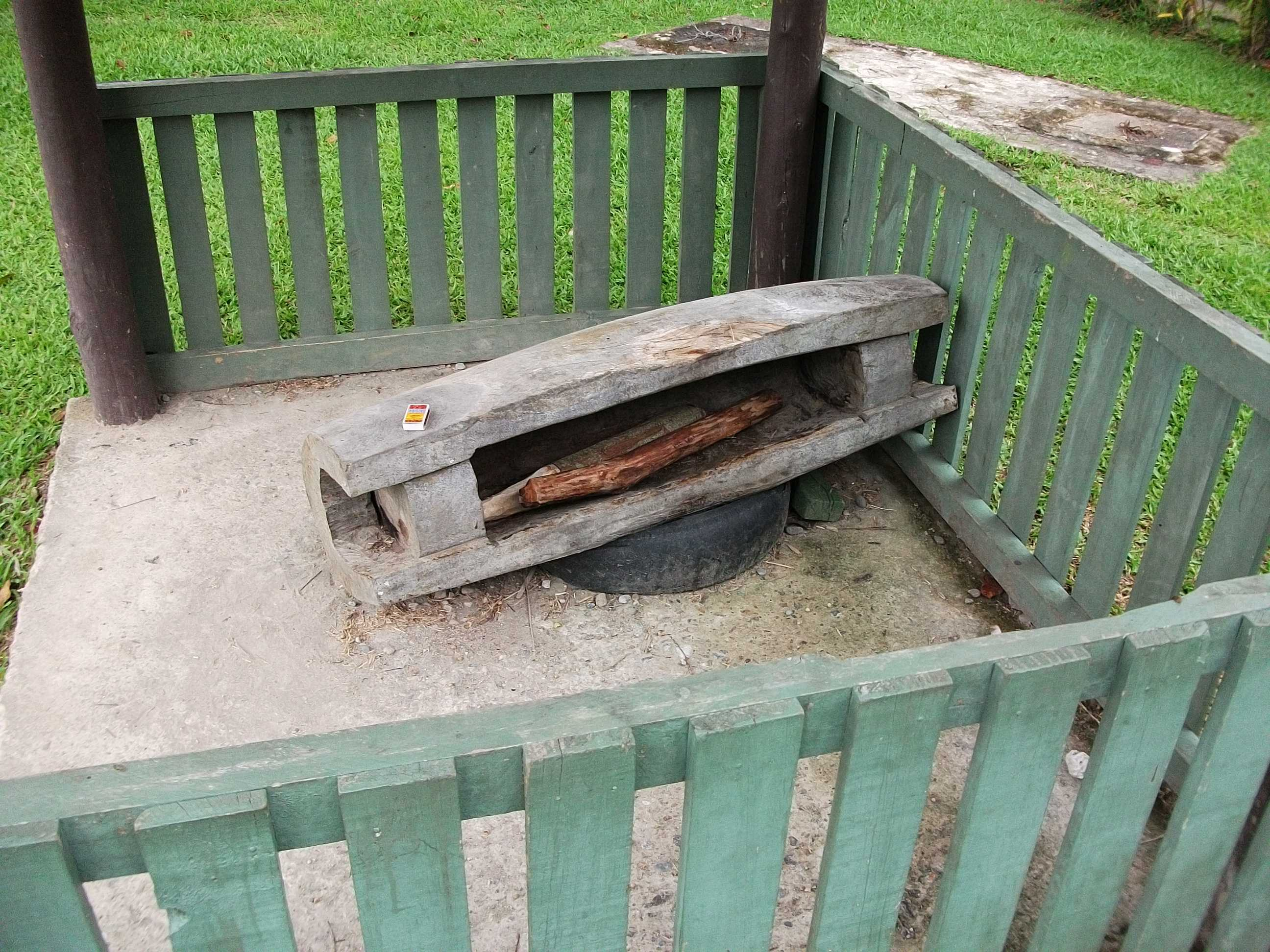
Lali (Suva).
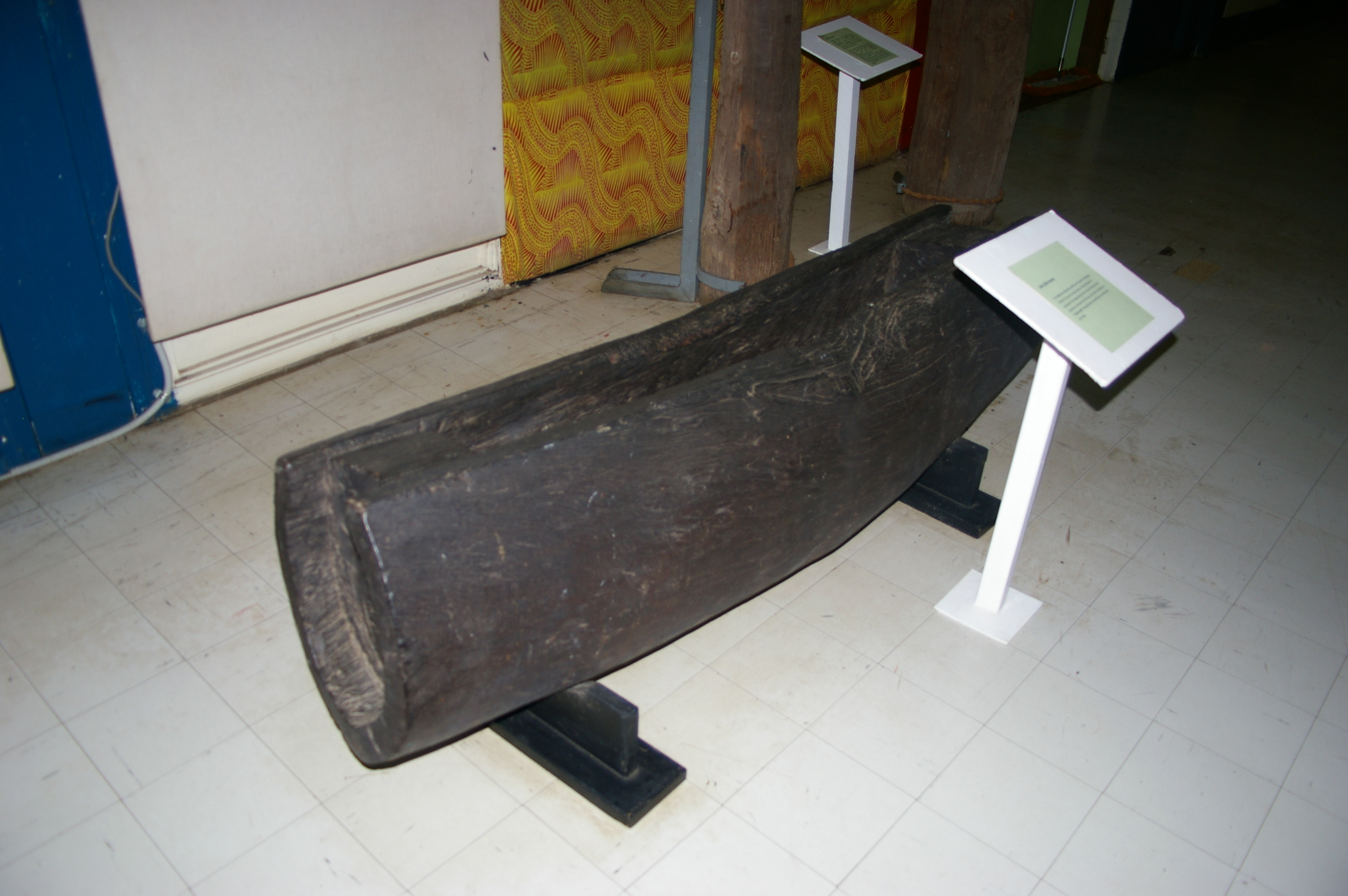
Lali exposé au Musée de Suva. Il était utilisé par l'église méthodiste wesleyenne.
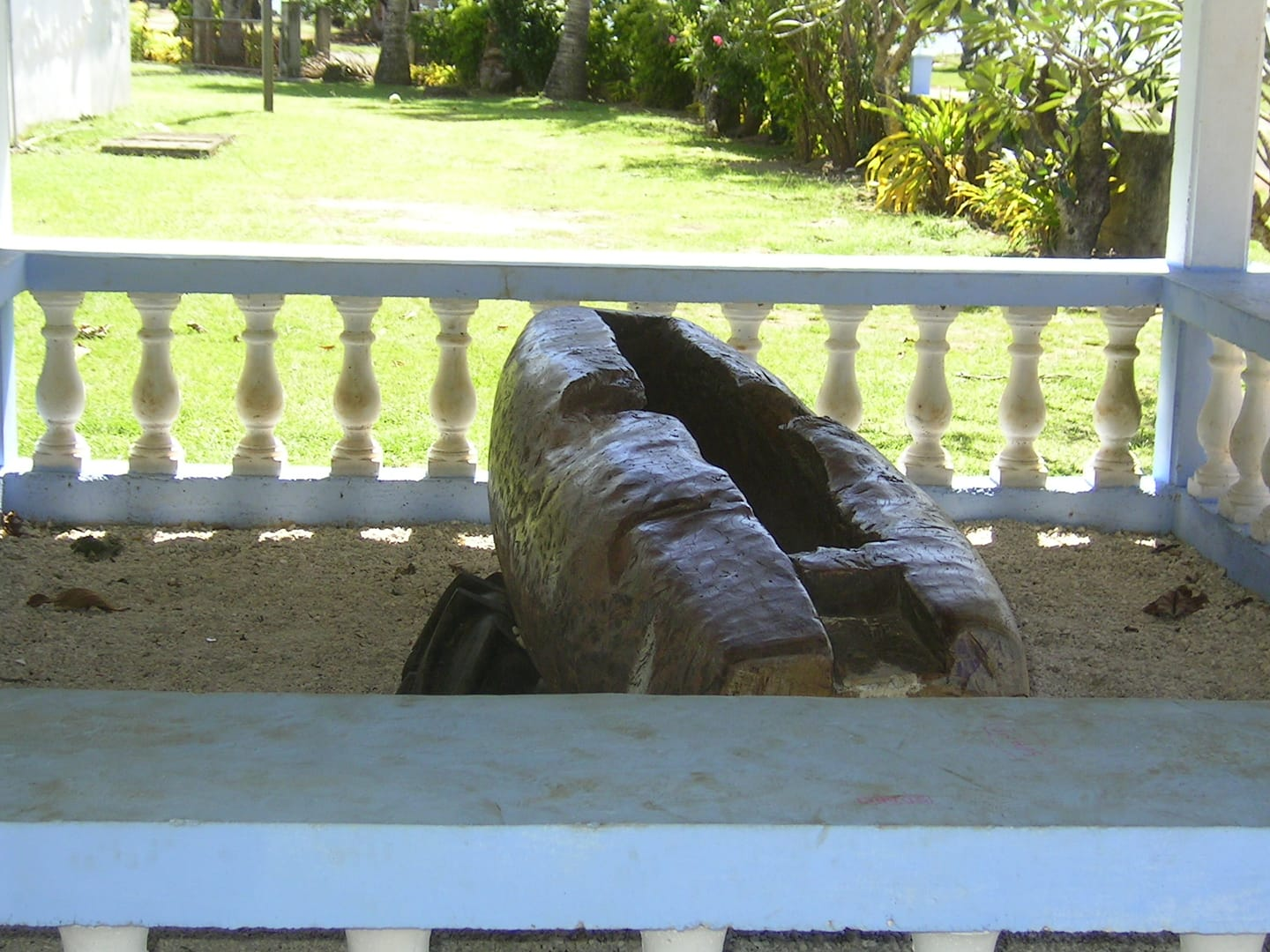
Lali situé dans le village de Vaitupu sur l'île Wallis.

## Utilisation
Les lali sont aujourd'hui principalement utilisés dans un contexte cérémoniel,. Ils sont les principaux instruments des meke (danses traditionnelles fidjiennes, culture iTaukei).
Avant la période chrétienne et coloniale, les lali servaient également d'instrument de communication au sein des communautés. Ils étaient notamment employés pour avertir un village et ceux environnants d'un évènement (ex : naissance, décès, guerre) ou d'un danger (ex : attaque). Les rythmes utilisés étaient alors codifiés et acquéraient une signification précise pour la communauté (la signification des rythmes est inconnu pour les personnes n'appartenant pas à la communauté mais a contrario elle est évidente pour les différents membres). Les journalistes remarquaient en 1931 que les rythmes d'avertissements étaient rapides tandis que ceux signifiant une mort étaient lents, structure très similaire à celle utilisée en Europe.
Les lali étaient fortement utilisés dans un cadre militaire,. Ils permettaient de transmettre des signaux et des informations lors des combats. Dans certaines occasion guerrière, des rythmes ou des lali particuliers pouvaient être utilisés. Par exemple, les rythmes servaient à avertir un village qu'il risquait une attaque ou au contraire permettait aux défenseurs de requérir de l'aide de communautés alliées.
Les instruments pouvaient également être utilisés pour structurer la vie quotidienne (comme marquer les différentes heures de la journée).
Durant les périodes antérieures à la christianisation, les lali pouvaient être employés dans des duo : un premier lali menait la musique et le second apportait une forme de contrepoint.

## Fabrication
Les lali sont taillés directement dans le tronc d'un arbre,. Le tronc est coupé à la longueur souhaité puis les fibres sont excavées (duramen et aubier). Les outils utilisés pour cette opération sont des herminettes en pierre.
Les bois utilisés sont réputés pour leur densité importante, ce qui leur confère de bonnes propriétés acoustiques (résonance notamment).
Dans un premier temps, la fabrication d'un lali se déroule directement sur le lieu de coupe dans la forêt. Un arbre est sélectionné et abattu à l'aide d'une hache (valevatu). Le tronc est ensuite débité dans un morceau aux bonnes dimensions, un premier évidage est effectué et les faces externes sont également grossièrement taillées. Ensuite, l'objet fortement allégé par l'évidage est transporté dans une maison (généralement celle de l'artisan chargé de la réalisation du lali). Dans ce second temps, l'instrument est alors travaillé plus finement.
La conception d'un lali est un évènement peu fréquent donnant lieu à des célébrations festives, notamment lors du transport de l'instrument de son emplacement de fabrication vers celui d'utilisation (le plus souvent un village). À cette occasion, le lali est joué durant son déplacement sur une pirogue.

## Exemples de rythmes delali
Rod Ewins a décrit plusieurs rythmes de lali typiques :
- vakatara : rythme utilisé pour lever le tapu après la mort d'un chef dans le cadre des rites funéraires de la communauté ;
- lali ni tabua : rythme utilisé pour célébrer l'offre d'un tabua à la communauté ou désigner une période de conflits ou d'évènements graves. Ce rythme nécessite deux lali pour être joués[Note 6] ;
- lali ni kabakoro : rythme utilisé lors des sièges ;
- lali ni bokola : rythme de victoire annonçant la capture ou la mort de prisonnier lors d'un conflit. Cette annonce précédait généralement la réalisation d'un cibi (danse guerrière traditionnelle), d'un dele ou d'un wate[Note 7] ;
- lali ni sautu : rythme signifiant une trêve lors d'un conflit ;
- lali ni bure kalou : rythme sacré joué au temple d'un village ;
- lali ni vutu : rythme célébrant la naissance d'un enfant dans la famille d'un chef.